# Адміралспаласт
52°31′15″ пн. ш. 13°23′19″ сх. д. / 52.5208° пн. ш. 13.3886° сх. д.
Адміралспаласт ( нім. Admiralspalast - «Адміральський палац») — культурно-розважальний центр на Фрідріхштрассе (101/102) в берлінському районі Мітте, що зберігся з початку XX століття. Комплекс будівель Адміралспаласта включений в список пам'ятників архітектури Берліна .

## Історія
У центральному районі Берліна в 1873 році за проектом архітекторів Вальтера Кільмана (нім. Walter Kyllmann і Адольфа Хайдена (нім. Adolf Heyden була побудована Адміральська садові купальня після того, як тут пробурили артезіанське соляне джерело  .
У 1910 році купальня була знесена і на цьому місці за планами архітекторів Генріха Швайтцера (нім. Heinrich Schweitzer і Олександра Діпенброка (нім. Alexander Diepenbrock почалося будівництво Льодового палацу (нім. Eispalast який був відкритий в наступному році під назвою Адміралспаласт і став одним з основних місць міських розваг, багато в чому завдяки зручному розташуванню в центральній частині Берліна, поруч із залізничним вокзалом «Фрідріхштрассе»  .
За прикладом римських лазень в Адміралспаласте планувалося об'єднати відпочинок із заняттями спортом, купаннями і розвагами  .
Цей комплекс включив в себе крім передньої будівлі, що виходить на Фрідріхштрассе, також кілька флігелів, один з яких має вихід на Планкштрассе ( нім. Planckstraße .

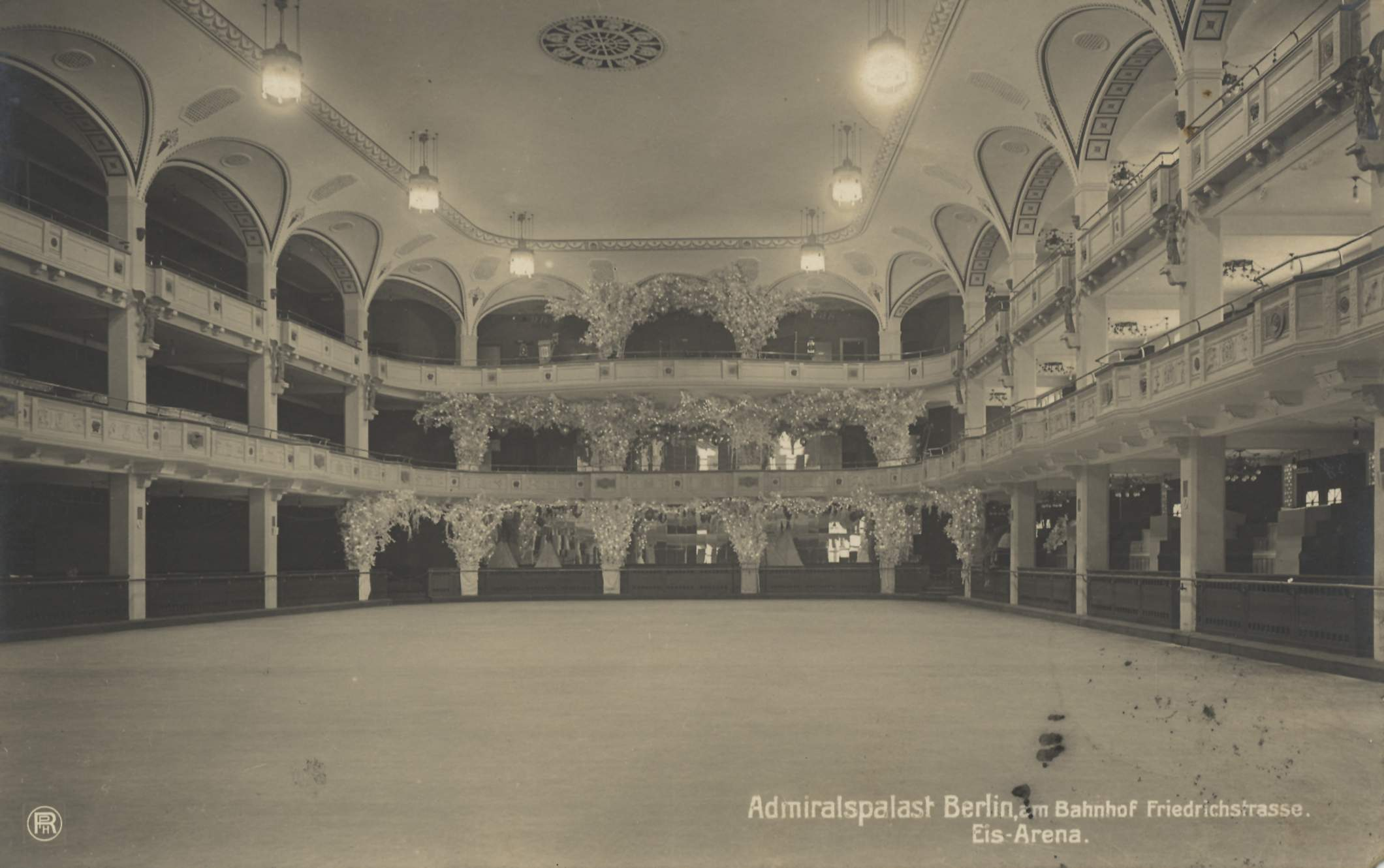
Льодова арена. Поштова листівка 1911 року

Поряд із льодовою ареною і низкою купалень, в комплексі будівель Адміралспаласта містилося понад 900 приміщень і залів, в підвалі - кегельбан, в двох нижніх поверхах - кафе, ресторан і кінотеатр з окремим входом, в верхніх мансардних поверхах - різні бюро, пізніше перетворені в клуби. Багато обставлені номери купалень були відкриті вдень і вночі  .
На льодовій арені проходили виступи балету на льоду, музику для яких спеціально складав Юліус Айнедсхофер (нім. Julius Einödshofer керівник оркестру Адміралспаласта. Однак ці постановки не витримали випробувань часом. Десять років по тому концепція змінилася. Після реконструкції льодова арена перетворилася в вар'єте. Під керівництвом Германа Халлера ( нім. Herman Haller було підготовлено показане на відкритті вар'єте ревю «шкереберть» ( нім. „Drunter und drüber“ на музику композитора Вальтера Колло ( нім. Walter Kollo До його передачі в 1931 році концерну «Роттер» (нім. Rotter-Konzern вар'єте представило публіці багато різноманітних ревю   .
В процесі низки реконструкцій змінювався стиль оформлення Адміралспаласта. У 1922 році вар'єте прикрашалося в стилі Ар деко, у 1931 році театр під керівництвом братів Роттер був оформлений в експресіоністській манері, у 1939 році домінувало наслідування класицизму.
У 1941 році архітектор Пауль О. А. Баумгартен ( нім. Paul Otto August Baumgarten з кола наближених до Гітлера, при модернізації театру обладнав в ньому спеціальну ложу для фюрера (нім. Führerloge Репертуарний акцент на той час змістився в бік оперети. Йоханнес Хестерс грав тут роль відомого серцеїда графа Данило в опереті «Весела вдова». Починаючи з 1939 року до Адміралспаласту перемістився берлінський «Метрополь-театр» ( нім. Metropol-Theater У 1944 році обидва театри були закриті  .

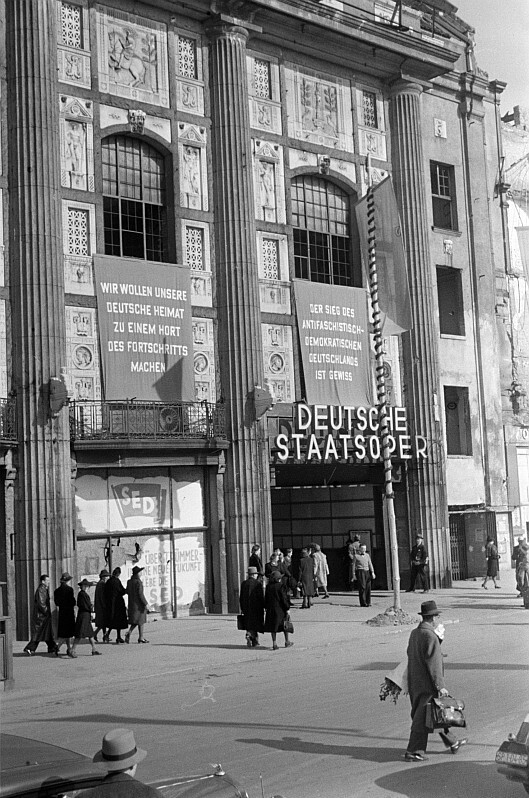
Берлінська опера в Адміралспаласте, 1946 рік

Після Другої світової війни в Адміралспаласт, який майже не постраждав від руйнувань, тимчасово переїхав ансамбль Берлінської державної опери. У жовтні 1947 року на театральній сцені Адміралспаласта в опері Вагнера «Трістан і Ізольда» брав участь відомий американський скрипаль і диригент Ієгуді Менухін  .

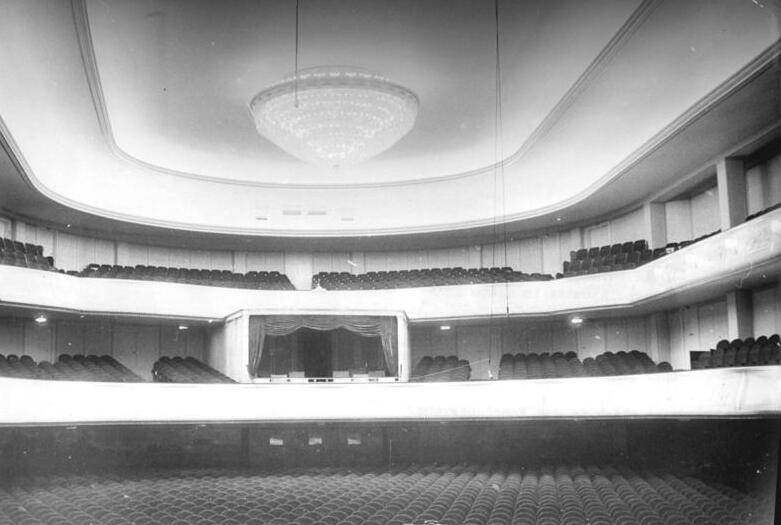
Зал «Метрополь-театру» в Адміралспаласте, 1955 рік

У квітні 1946 року на об'єднавчому з'їзді двох партій СДПН і КПН в Радянській зоні окупації Німеччини відбулося їх злиття в нову керівну партію СЄПН. У театральному залі це рішення скріпили своїми рукостисканням Отто Гротеволь і Вільгельм Пік  .
Тут також деякий час розташовувався Будинок преси. На місці колишнього казино і кінотеатру в жовтні 1953 року з'явилися за рішенням східно-берлінського магістрату політичне кабаре «Дістель» (що в перекладі означає нім. Distel - чортополох), яке відкрилося програмою «Ура, гумор планується!». Але, задумана як потужна політична зброя антизахідного спрямування, програма кабаре «Дістель» пізніше обернулася сатирою на адресу самого керівництва НДР .
Після того, як в 1955 році Берлінська державна опера повернулася в власне відреставрована прміщення на бульварі Унтер-ден-Лінден, в Адміралспаласт в'їхав «Метрополь-театр», який займав до цього приміщення нинішнього кінотеатру «Колоссеум» ( нім. Colosseum на Шенхаузер-Алеї . Під девізом «Знову в Метрополь» постійний ансамбль театру ставив класичні оперети і сучасні мюзикли. «Метрополь-театр» із залом для глядачів на 1400 місць привернув багато нових відвідувачів в Адміралспаласт  .
Після падіння Берлінського муру у Адміралспаласта з'явилися фінансові проблеми, почалися малоуспішні пошуки інвесторів. Незважаючи на те, що театральний ансамбль наполегливо боровся за збереження театру, в 1997 році Адміралспаласт був закритий  .

## Сучасне використання
|  |  |  |  |  |
|  |  |  |  |  |

Тільки в 2005 році, після багаторічного простою Адміралспаласту, інвестор Фальк Вальтер ( нім. Falk Walter і його партнери отримали необхідні права для початку капітального санування комплексу, щоб поступово відновити його колишній блиск.
11 серпня 2006 року ще не повністю відреставрований театр (знову під назвою Адміралспаласт) відкрився показом п'єси Бертольта Брехта «Тригрошова опера» в режисерській постановці Клауса Марії Брандауера. Святкування прем'єри відзначив своєю участю 103-річний ветеран театру Йоханнес Хестерс, з великим успіхом виконав у супроводі біг-бенду кілька вокальних партій  .
Всю другу половину січня 2008 року в театрі «Адміралспаласт» з програмою «Snow Show» ( «Снігове шоу») виступав колектив відомого клоуна, актора і режисера Слави Полуніна  .
У модернізованому комплексі будівель крім кабаре-театру Дістель, театру Адміралспаласт, ресторану і бару в бічному флігелі розміщуються три радіостудії Берліна і Бранденбурга. Незважаючи на фінансові труднощі у зв'язку з непогашеними боргами за реставрацію, театр Адміралспаласт в 2010 році анонсував свій репертуар вперед до лютого 2013 року включно .

## Транспорт

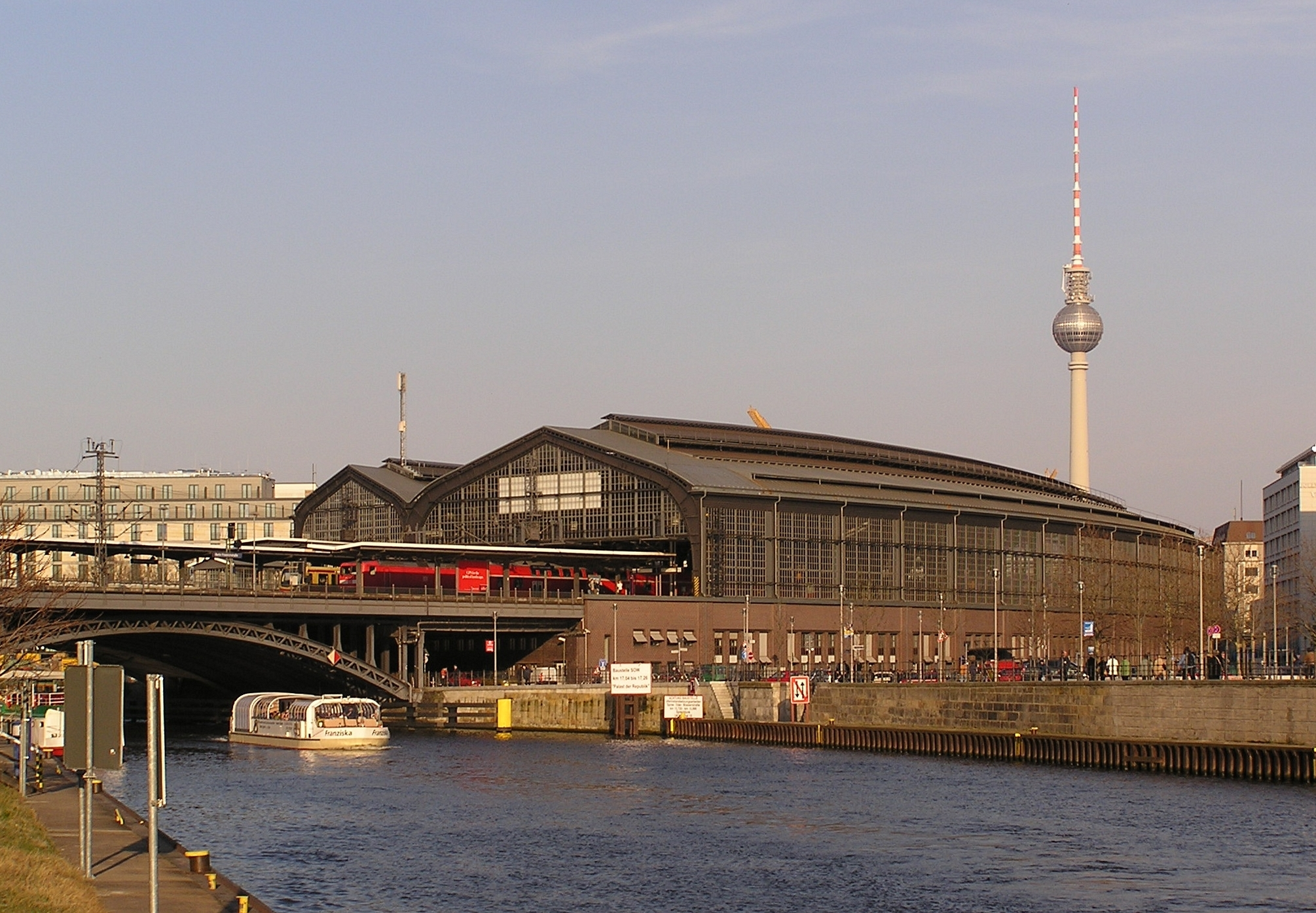
Транспортний вузол «Фрідріхштрассе», 2007 рік

Адміралспаласт розташований в безпосередній близькості від станції Берлінського метро (лінія U6) «Фрідріхштрассе» і від однойменної станції Берлінської міської електрички (лінії: S1, S2, S5, S7, S9, S25, S75) . Біля Адміралспаласта по вулиці Фрідріхштрассе ходить Берлінський трамвай (лінії: M1, 12) і автобусний маршрут 147. Неподалік від культурного комплексу, по бульвару Унтер-ден-Лінден проходять маршрути автобусів: 100, 200 і TXL.